# Mayhill (New Mexico)
Mayhill ist eine kleine Ortschaft im Otero County im US-Bundesstaat New Mexico.

## Geografie
Mayhill befindet sich im südlichen Teil des Staates am U.S.-Highway 82, der von Brunswick (Georgia) nach Alamogordo verläuft. Die New Mexico State Route 130 endet hier, die nach Cloudcroft  führt und parallel zum U.S.-Highway 82 verläuft.
Der Ort liegt in 2.004 Metern Höhe im James Canyon in den östlichen Sacramento Mountains. Umgeben ist Mayhill vom Lincoln National Forest. Der Rio Penasco fließt östlich an Mayhill entlang.
Die nächstgrößeren Städte sind:
| Tularosa 55 km         | Ruidoso 55 km                               | Roswell (New Mexico) 105 km  |
| Alamogordo 45 km       | Kompassrose, die auf Nachbargemeinden zeigt | Artesia (New Mexico) 100 km  |
| El Paso (Texas) 157 km | Dell City 109 km                            | Carlsbad (New Mexico) 128 km |

## Geschichte
Am 18. Januar 1855 töteten Mescalero-Apachen Captain Henry W. Stanton und viele Soldaten seiner Kompanie am Rio Penasco, woran eine Gedenktafel im Ort erinnert.
Die Besiedlung begann 1873 mit Albert M. Coe (* 28. Jan. 1846; † 16. Mai 1912), dessen Bruder Frank mit Billy the Kid im Lincoln-County-Rinderkrieg gekämpft hatte. Er erbaute am Rio Penasco die spätere Jim Mahill Ranch, von deren Blockhütten eine bis heute besteht. In der Folge siedelten sich ab 1878 weitere Pioniere an. 1881 heiratete Albert Coe seine Jugendliebe Mary Mahill (1862–1953) aus seiner früheren Heimat in Missouri. Ihre Eltern John und Sara Mahill zogen ein Jahr später zu ihnen und kauften für 300 $ das Land rund um den heutigen Dorfplatz von John James, der sich 1879 hier angesiedelt hatte und Namensgeber des James Canyon war. Ihr erbautes Haus ist noch heute im Familienbesitz.
Die erste Post eröffnete 1885 unter dem Namen Upper Penasco mit Mary Coe als Postmeisterin. 1904 wurde die Post und damit die Ortschaft offiziell als Mayhill bezeichnet. Dies war vermutlich ein Schreibfehler der Postbehörde des Namens Mahill. Versuche, den Fehler zu korrigieren, blieben erfolglos.

## Bevölkerung
| Jahr | Einwohner | Haushalte |
| ---- | --------- | --------- |
| 2000 | 51        | 27        |
| 2010 | 75        | 34        |
| 2016 | 80        | 36        |

2000 war 21,5 % der Bevölkerung über 64 Jahre, 54,9 % zwischen 18 und 64 Jahre und 23,6 % unter 18 Jahre alt. 56,9 % waren männlich und 43,1 % weiblich.
2010 war 33,33 % der Bevölkerung über 64 Jahre, 53,33 % zwischen 18 und 64 Jahre und 13,34 % unter 18 Jahre alt. 51 % der Bevölkerung war männlich.

Inklusive der im Umland befindlichen Farmen und Ranches lebten 2016 insgesamt 858 Menschen in 388 Haushalten im Einzugsgebiet.

## Wirtschaft
Die Wirtschaft in Mayhill ist hauptsächlich von Viehhaltung, Land- und Forstwirtschaft geprägt. Zudem spielt Tourismus eine bedeutende Rolle. Vor allem im Sommer lockt die Landschaft der Sacramento Mountains Touristen und Jäger an, denen Ferienhäuser, ein Campingplatz und Blockhütten in den Wäldern zur Verfügung stehen. Neben dem Postamt findet sich eine Tankstelle und ein Hotel mit Café an der Hauptstraße.

## Forschung

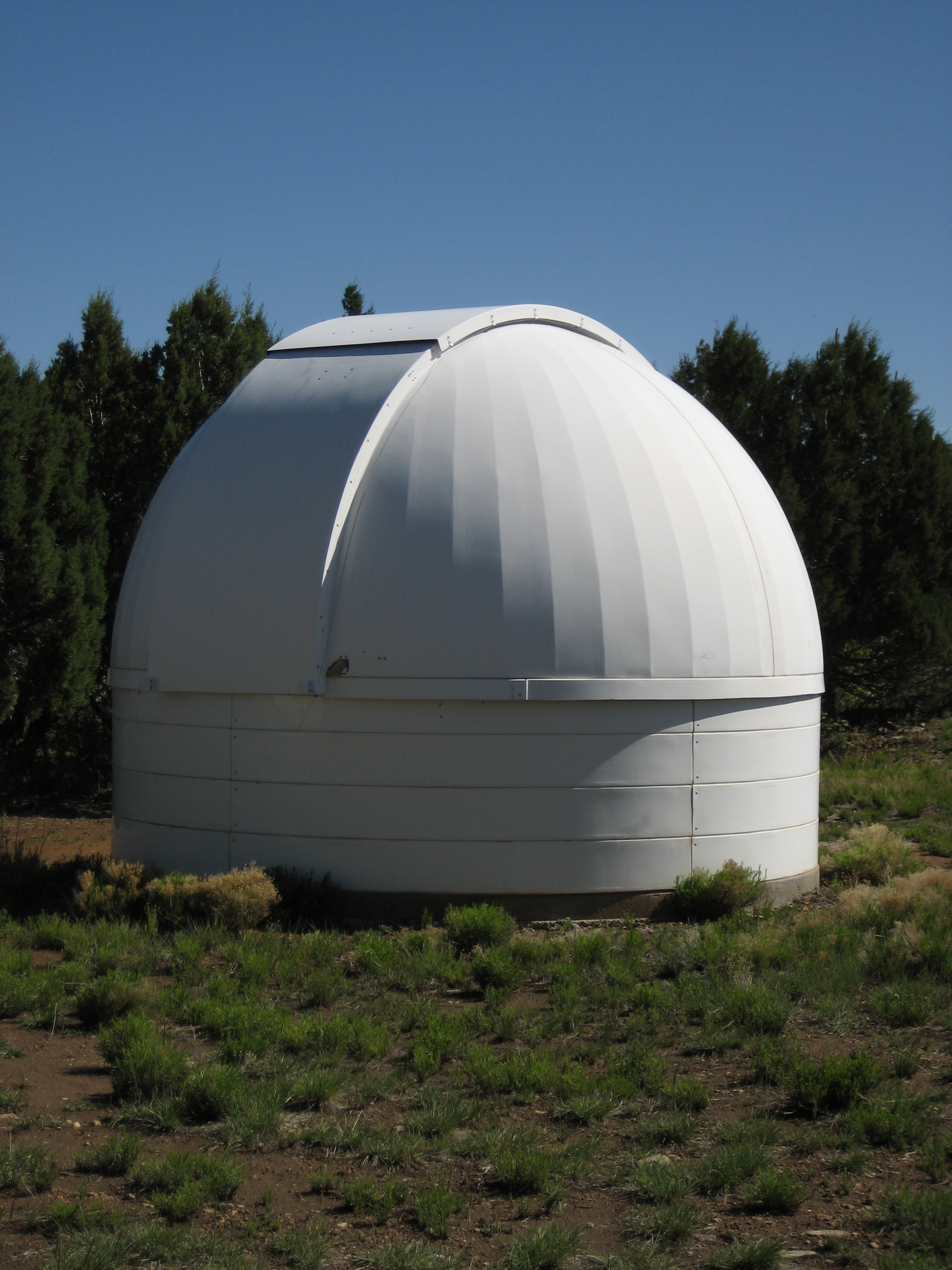
New Mexico Skies 24" Observatory, Mayhill, NM, USA

Astronomen ist Mayhill durch mehrere Sternwarten bekannt:
- Remote Astronomical Society Observatory of New Mexico (IAU Code H06)
- Tzec Maun Observatory (IAU Code H10)
- TechDome Observatory (IAU Code H12) (privat)
- ISON-NM Observatory (IAU Code H15)
- P2 Observatory (IAU Code I50)
- Heaven on Earth Observatory (IAU Code V30) (privat)
- Hazardous Observatory (IAU Code V31) (privat)

Die Höhenlage, geringe Lichtverschmutzung und trockene, gute Wetterbedingungen begünstigen die astronomische Himmelsbeobachtung vor Ort. Einige dieser Sternwarten, wie das Tzec Maun Observatory, können online ferngesteuert werden und ermöglichen so Studenten, Forschern und Amateurastronomen weltweit Zugang zu astronomischen Beobachtungen.